# Romain Bruwier
Romain Bruwier (Luik, 19 december 2001) is een Belgisch basketballer.

## Carrière
Bruwier speelde in de jeugd van RBC Visé, naast het basketbal deed hij ook in zijn jeugd aan atletiek. Hij maakte zijn debuut in de tweede klasse op double affiliation bij RBC Visé en in de derde klasse bij BC Verviers. In 2020 kreeg hij een contract aangeboden bij Liège Basket in de eerste klasse. In zijn eerste seizoen kwam hij aan 19 wedstrijden met een gemiddelde van 2,3 punten per wedstrijd en kwam op dubbele licentie ook uit voor ABC Waremme. In zijn tweede seizoen in Luik speelde hij in twintig wedstrijden met een gemiddelde van 2,4 punten per wedstrijd. In 2022 tekende hij bij voor drie extra seizoenen bij Luik.
In 2023 verliet hij de club en ging in Amerika collegebasketbal spelen voor de Huntington University Foresters van de Huntington University.